# Andrés Rivera

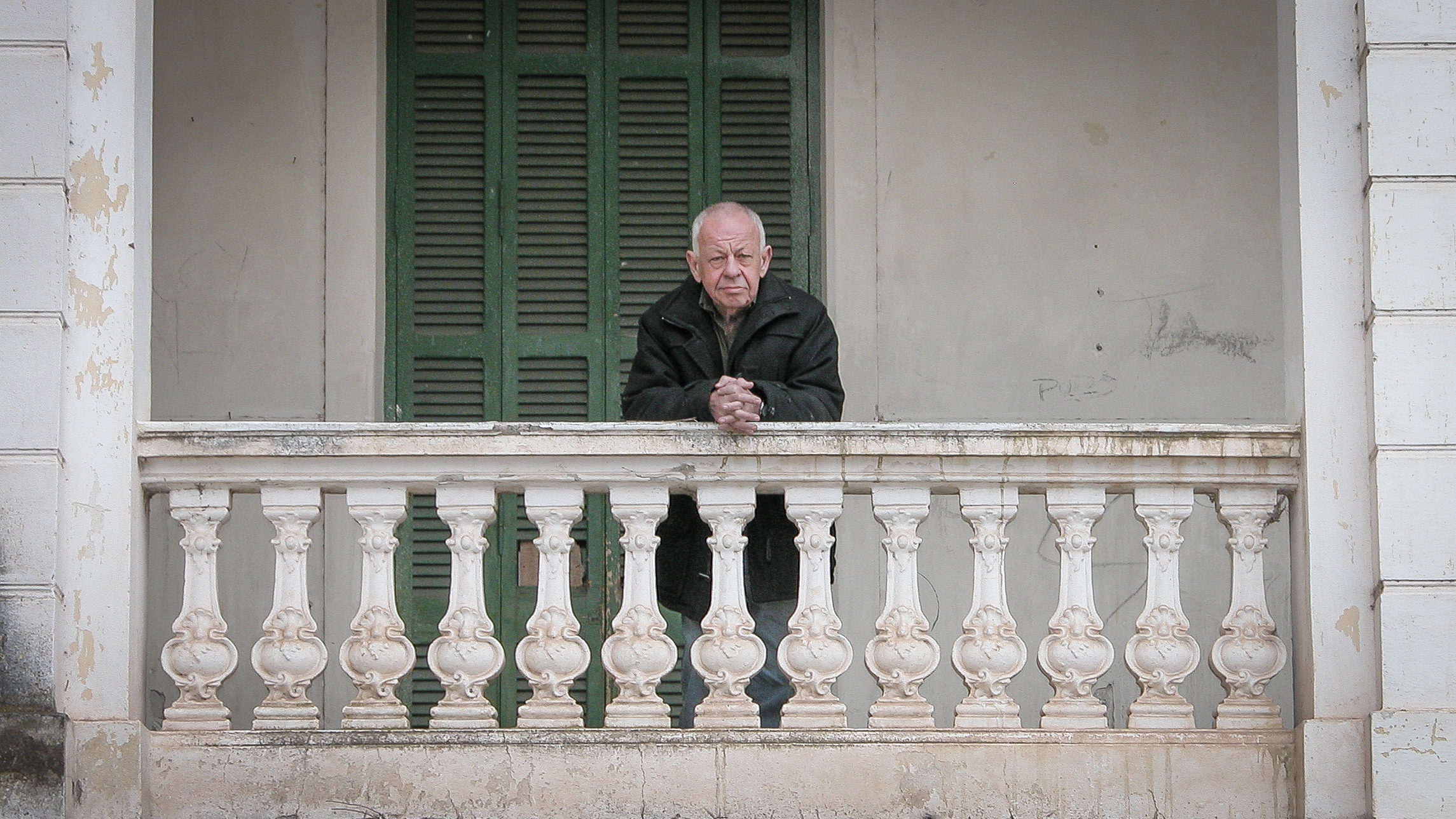
Andrés Rivera, 2003

Andrés Rivera, eigentlich Marcos Ribak (* 12. Dezember 1928 in Buenos Aires; † 23. Dezember 2016 in Córdoba) war ein argentinischer Journalist und Schriftsteller.

## Leben
Andrés Rivera ist das Pseudonym von Marcos Ribak. Er stammte aus einer Immigrantenfamilie, seine Eltern waren aus dem damaligen Russischen Zarenreich emigriert, auf der Flucht vor dem Krieg und Pogromen, seine Mutter hieß Zulema Schatz, in Chmelnyzkyj, Ukraine geboren, in Proskurow, Westukraine gelebt, sein Vater hieß Moisés (Moses) Rybak, was polnisch, „Fischer“ bedeutet, daher auch sein Pseudonym „Rivera“, ein häufiger spanische Name für jemanden, der in Gewässernähe lebt (spanisch: rivera, Diminutiv von rio, ein Flüsschen oder Bach).
Nach seiner Schulzeit verdingte er sich für einige Zeit als Fabrikarbeiter. Aus dieser Zeit stammen auch seine ersten literarischen Versuche.
Später wurde Rivera freier Mitarbeiter verschiedener Magazine und Zeitschriften. Zwischen 1953 und 1957 arbeitete er als Redakteur der Zeitschrift Plática. Daneben entstand mit den Jahren auch ein eigenständiges literarisches Werk. Da Rivera seinen Erfolg als Schriftsteller mit der Zeit festigen konnte, gab er seinen Beruf auf und widmete sich nur noch dem Schreiben.
Zuletzt lebte Rivera in Córdoba (Región Centro).

## Ehrungen
- 1992 Premio Nacional de Literatura für seinen Roman La revolución es un sueño eterno.
- 2004 Konex Merit Diploma for Literatura für sein Gesamtwerk

## Werke (Auswahl)

### Romane
- El precio. Grandes novelas nacionales. Editorial Platina, Buenos Aires 1957.
- Los que no mueren. Nueva Expresión, Buenos Aires 1959.
- Nada que perder. Novela. Alfaguara, Buenos Aires 1982, ISBN 950-511-304-8 (Nachdr. d. Ausg. Buenos Aires 1982).
- Una lectura de la historia. Libros de Tierra Firma, Buenos Aires 1982.
- En esta dulce tierra. Alfaguara, Buenos Aires 1995, ISBN 950-511-182-7 (Nachdr. d. Ausg. Buenos Aires 1984).
- La revolución es un sueño eterno. Aguilar, Buenos Aires 1993, ISBN 950-511-138-X (Nachdr. d. Ausg. Buenos Aires 1987).
- Los vencedores no dudan. Grupo EL, Buenos Aires 1989, ISBN 950-694-052-5.
- El amigo de Baudelaire. Aguilar, Buenos Aires 1991, ISBN 950-511-123-1.
- La sierva. Aguilar, Buenos Aires 1992, ISBN 950-511-132-0.
- El verdugo en el umbral. Alfaguara, Buenos Aires 1994, ISBN 950-511-158-4.
- Der Farmer. Nachwort von Tatiana Salgado. Lateinamerika-Verlag, Solothurn 2006, ISBN 978-3-9522966-2-2 (spanisch: El farmer. Übersetzt von Peter Tremp, Originalausgabe in Buenos Aires 1996, thematisiert die letzten Jahre von Juan Manuel de Rosas).
- La lenta velocidad del coraje. Alfaguara, Buenos Aires 1998, ISBN 950-511-365-X.

### Erzählungen
- Sol de sábado y otros relatos. Editorial Platina, Buenos Aires 1962.[4]
- Cita. La Rosada Blindada, Buenos Aires 1966.[5]
- Ajuste de cuentas (Narradores de hoy; Bd. 19). Centro Editor de América Latina, Buenos Aires 1972.[6]
- Mitteleuropa. Cuentos. Alfaguara, Buenos Aires 1993, ISBN 950-511-151-7.[7]
- Cría de asesinos. Alfaguara, Buenos Aires 2004, ISBN 950-511-944-5.[8]

### Essays
- El profundo sur. Alfaguara, Buenos Aires 1999, ISBN 950-511-491-5.
- Tierra de exilio. Alfaguara, Buenos Aires 2000, ISBN 950-511-693-4.
- Esto por ahora. Seix Barral, Buenos Aires 2005, ISBN 950-731-462-8.

## Film
- Eduardo Montes-Bradley: Marcos Ribak aliías Andrés Rivera. Documenta Biográfico. Buenos Aires 2004.